# Francisco Thompson-Flôres
Francisco Thompson-Flôres Netto ist ein brasilianischer Diplomat und war von 2002 bis 2005 stellvertretender Generaldirektor der Welthandelsorganisation (WTO).

## Leben
Francisco Thompson-Flôres Netto hat einen Abschluss in Philosophie der Universität Poitiers und einen Abschluss in Wirtschaftswissenschaften der London School of Economics.
Thompson-Flôres begann im Jahr 1959 im brasilianischen Außenministerium zu arbeiten. Seine Schwerpunkte waren Wirtschafts- und Handelsfragen. Er arbeitete von 1961 bis 1964 in der Botschaft in London, von 1964 bis 1967 in der Vertretung in Brüssel und von 1973 bis 1976 in der Vertretung in Washington D.C. Im Jahr 1985 wurde er Under-Secretary General, was er drei Jahre blieb. In diesem Amt war er auch an der Verhandlung von Handelsabkommen beteiligt. So war er der Hauptverhandlungsführer Brasiliens in den Verhandlungen zum Mercosur. Im Jahr 1988 wurde er zum Botschafter in Argentinien ernannt, das er bis 1992 blieb. Zu diesem Zeitpunkt wurde er Botschafter in Bonn. Dieses Amt hatte er insgesamt drei Jahre inne, bevor er Botschafter beim Heiligen Stuhl wurde. Dieses Amt hatte er von 1995 bis 1998 inne. Von 2000 bis 2002 war er Botschafter in Uruguay. Im Jahr 2002 wurde er vom Generaldirektor Supachai Panitchpakdi zum stellvertretenden Generaldirektor der Welthandelsorganisation ernannt für die Zeit von Panitchpakdis Amtszeit bis 2005.
Der Diplomat ist auch ein Gründungsmitglied der Cairns-Group und Mitglied des Beirates für Integrationsangelegenheiten der Inter-American Development Bank und des Beirates des Mercosur Economic Research Network.